# 鹿晏弘
鹿晏弘（9世纪—886年），许州人，唐末將領，楊復光屬下。

## 簡歷
黃巢攻陷長安，唐僖宗逃到四川，黄巢称大齐皇帝。忠武军节度使周岌降齐。但中和元年（881年），黄巢将朱温正率众攻打襄州、邓州时，忠武軍监军宦官杨复光说服周岌反正归唐，并说服忠武军治下蔡州刺史秦宗权也出兵勤王。秦宗权派兵三千从杨复光，其中就有牙將鹿晏弘及王建、韩建等。杨复光以忠武军八千人分為八都，每都一千人，鹿晏弘、晋晖、王建、韩建、张造、李师泰、庞从等八人都被任為都將。忠武八都败朱温，克邓州，追杀到蓝桥才回师。忠武八都屯河中。李简当时也在忠武军中，随鹿晏弘出征有功，被迁为列校。
中和三年（883年）七月，楊復光卒於河中，忠武八都解体。鹿晏弘率八都南下掠夺襄、邓、金、洋诸州，所过屠灭，声称西迎僖宗於蜀，年末至兴元（陕西汉中），驱逐山南西道节度使牛勗，自称留后。僖宗旋任其为山南西道留后、节度使。
鹿晏弘以王建等为巡内刺史，却不派他们赴任。鹿晏弘为人猜忌，人心不附。他尤其忌惮素来交好的王建、韩建，数次带他们进卧室，对他们很好。但王建、韩建知道仆射（即鹿晏弘）其实是怀疑他们。当权宦官田令孜也秘密遣人以厚利相诱，四年（884年）十一月，王建、韩建与张造、晋晖、李师泰率众数千逃奔行在。田令孜派禁军讨鹿晏弘，鹿晏弘率众弃兴元而走。
鹿晏弘转而东出襄州，当时任奉国军节度使的秦宗权已叛唐，遣其将秦诰、赵德諲与他合兵，破之，迫山南东道节度使刘巨容奔成都，赵德諲遂取山南东道。鹿晏弘引兵转掠襄、邓、均、房、庐、寿各州，复还许州，陷之，殺周岌，自稱留後，朝廷不能讨，便任他为忠武军节度使。秦宗权后称帝，并于光启二年（886年）七月攻许州，鹿晏弘求救于宣武军节度使朱全忠（即朱温，已降唐），朱全忠派葛从周等相救，未及发兵，许州已破，鹿晏弘被杀。部下王重师出逃投奔朱全忠。